# Megalastrum lanuginosum
Megalastrum lanuginosum là một loài thực vật có mạch trong họ Dryopteridaceae. Loài này được (Willd. ex Kaulf.) Holttum miêu tả khoa học đầu tiên năm 1986.